# Вильдау
Ви́льдау (нем. Wildau) — город в Германии, в земле Бранденбург.
Входит в состав района Даме-Шпревальд. Население составляет 9898 человек (на 31 декабря 2010 года). Занимает площадь 9,09 км². Официальный код — 12 0 61 540.

## население
| Год  | Население |
| ---- | --------- |
| 1990 | 7 089     |
| 1995 | 7 697     |
| 2000 | 9 352     |
| 2005 | 9 542     |
| 2010 | 9 898     |
| 2015 | 9 978     |
| 2020 | 10 633    |

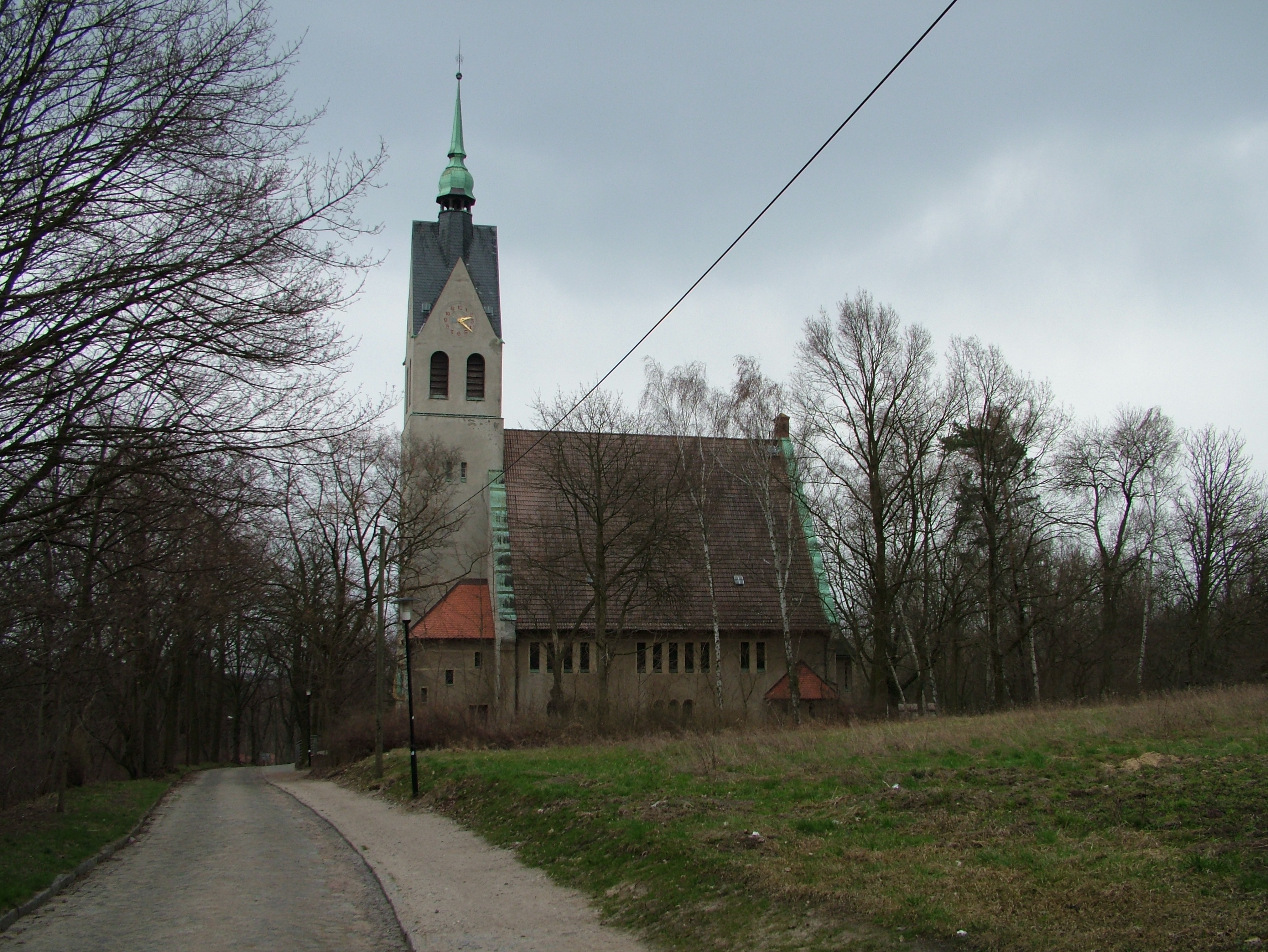
Кирха в Вильдау
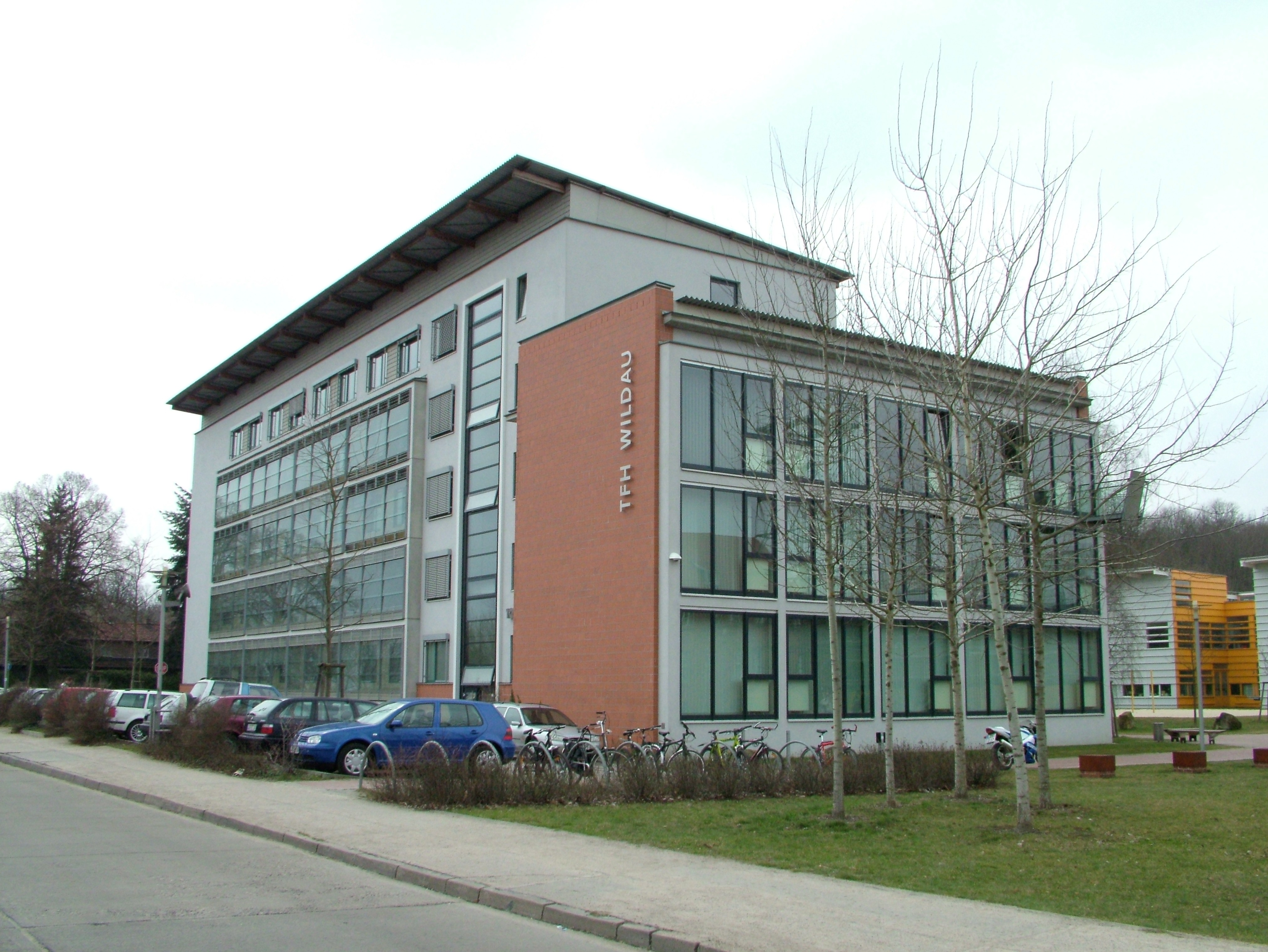
Техникум в Вильдау